# Christopher Neame
Christopher Neame (* 12. September 1947 in London) ist ein britischer Schauspieler.

## Leben
Neame begann seine Karriere 1970 nach seinem Abschluss an der Central School of Speech and Drama mit einer kleinen Nebenrolle in Cornel Wildes Science-Fiction-Film No Blade of Grass. Anschließend spielte er in den zwei Hammer-Vampir-Horrorfilmen Nur Vampire küssen blutig und Dracula jagt Minimädchen. Bekanntheit in Großbritannien erlangte er durch seine Rolle als Lieutenant Dick Player in der während des Zweiten Weltkriegs spielenden Serie Colditz, die er zwischen 1972 und 1974 in 17 Episoden darstellte. 1977 war er in 14 Episoden der ebenfalls während des Zweiten Weltkriegs spielenden Serie Secret Army als Flight Lieutenant John Curtis zu sehen. Zwei Jahre später spielte er im von Douglas Adams verfassten Doctor-Who-Mehrteiler Shada, der aufgrund eines Autorenstreiks bei der BBC nicht zu Ende gedreht wurde und erst 1992 auf Video veröffentlicht wurde.
Ab Mitte der 1980er Jahre spielte er in US-amerikanischen Produktionen und hatte Gastauftritte in Fernsehserien wie Das A-Team, MacGyver und Trio mit vier Fäusten und trat auch in der Seifenoper Zeit der Sehnsucht auf. Ende der 1980er Jahre hatte er zudem Rollen in größeren Hollywood-Produktionen wie D.O.A. – Bei Ankunft Mord und Ghostbusters II sowie im James-Bond-Film James Bond 007 – Lizenz zum Töten. Zu seinen weiteren Rollen gehören Auftritte in der Hulk Hogan-Filmkomödie Der Ritter aus dem All und den Horrorfilm-Fortsetzungen Shadowchaser 3 und Species III.
Neame ist nicht mit dem Regisseur Ronald Neame verwandt.

## Filmografie (Auswahl)
| - 1971: Nur Vampire küssen blutig (Lust for a Vampire) - 1972: Dracula jagt Minimädchen - 1981: Blake’s 7 - 1985: Das A-Team (The A-Team) - 1986: MacGyver - 1986: Zeit der Sehnsucht (Days of Our Lives) - 1986: Trio mit vier Fäusten (Riptide) - 1986: Ein Colt für alle Fälle (The Fall Guy) - 1987: Flashpoint Mexico (Love Among Thieves) - 1987: Steel Dawn – Die Fährte des Siegers (Steel Dawn) - 1988: Der Denver-Clan (Dynasty) - 1988: D.O.A. – Bei Ankunft Mord (D.O.A.) - 1989: Ghostbusters II - 1989: James Bond 007 – Lizenz zum Töten (Licence to Kill) - 1989: Dallas - 1990: L.A. Law – Staranwälte, Tricks, Prozesse (L.A. Law) - 1991: Der Ritter aus dem All (Suburban Commando) | - 1991: Hunter - 1992: Parker Lewis – Der Coole von der Schule (Parker Lewis Can't Lose) - 1992: Doctor Who - 1993: Mord ist ihr Hobby (Murder, She Wrote) - 1993: Hellbound - 1994: Babylon 5 (Spacecenter Babylon 5) - 1995: Shadowchaser 3 (Project Shadowchaser III) - 1995: Earth 2 - 1995: Star Trek: Raumschiff Voyager (Star Trek: Voyager) - 1996: Sliders – Das Tor in eine fremde Dimension (Sliders) - 1997: JAG – Im Auftrag der Ehre (JAG) - 1999: Seven Days – Das Tor zur Zeit (Seven Days) - 2000: Martial Law – Der Karate-Cop (Martial Law) - 2004: Species III - 2004: Star Trek: Enterprise (Enterprise) - 2006: Prestige – Die Meister der Magie (The Prestige) |